# Чепчуговское сельское поселение
Чепчуговское сельское поселение — муниципальное образование в Высокогорском районе Татарстана.
Административный центр — село Чепчуги.

## Населённые пункты
В состав сельского поселения входят 4 населённых пункта:
- село Чепчуги
- деревня Байкал
- деревня Новые Бирюли
- деревня Старые Бирюли

## Население
| 2010  | 2011  | 2012  | 2013  | 2014  | 2015  | 2016  |
| ----- | ----- | ----- | ----- | ----- | ----- | ----- |
| 1885  | ↗1887 | ↗1892 | ↘1876 | ↗1903 | ↗1923 | ↘1920 |
| 2017  | 2018  |       |       |       |       |       |
| ↗1926 | ↗1928 |       |       |       |       |       |